# 丘加利
50°6′12″N 25°48′18″E / 50.10333°N 25.80500°E
丘加利（烏克蘭語：Чугалі），是烏克蘭的村落，位於該國西部捷爾諾波爾州，由克列梅涅茨區負責管轄，始建於1545年，面積18平方公里，2001年人口282，人口密度每平方公里15.7人。